# 隠公 (曹)
隠公（いんこう、? - 紀元前506年）は、春秋時代の曹の君主（在位前510年 - 前506年）。姓は姫、名は通。平公の子として生まれた。兄の声公を殺害して曹国の君主となった。在位4年。紀元前506年、弟の姫露に殺害された。